# Atomaria longicornis
Atomaria longicornis är en skalbaggsart som beskrevs av Thomson 1863. Atomaria longicornis ingår i släktet Atomaria, och familjen fuktbaggar. Arten är reproducerande i Sverige.